# Berlini kongresszus

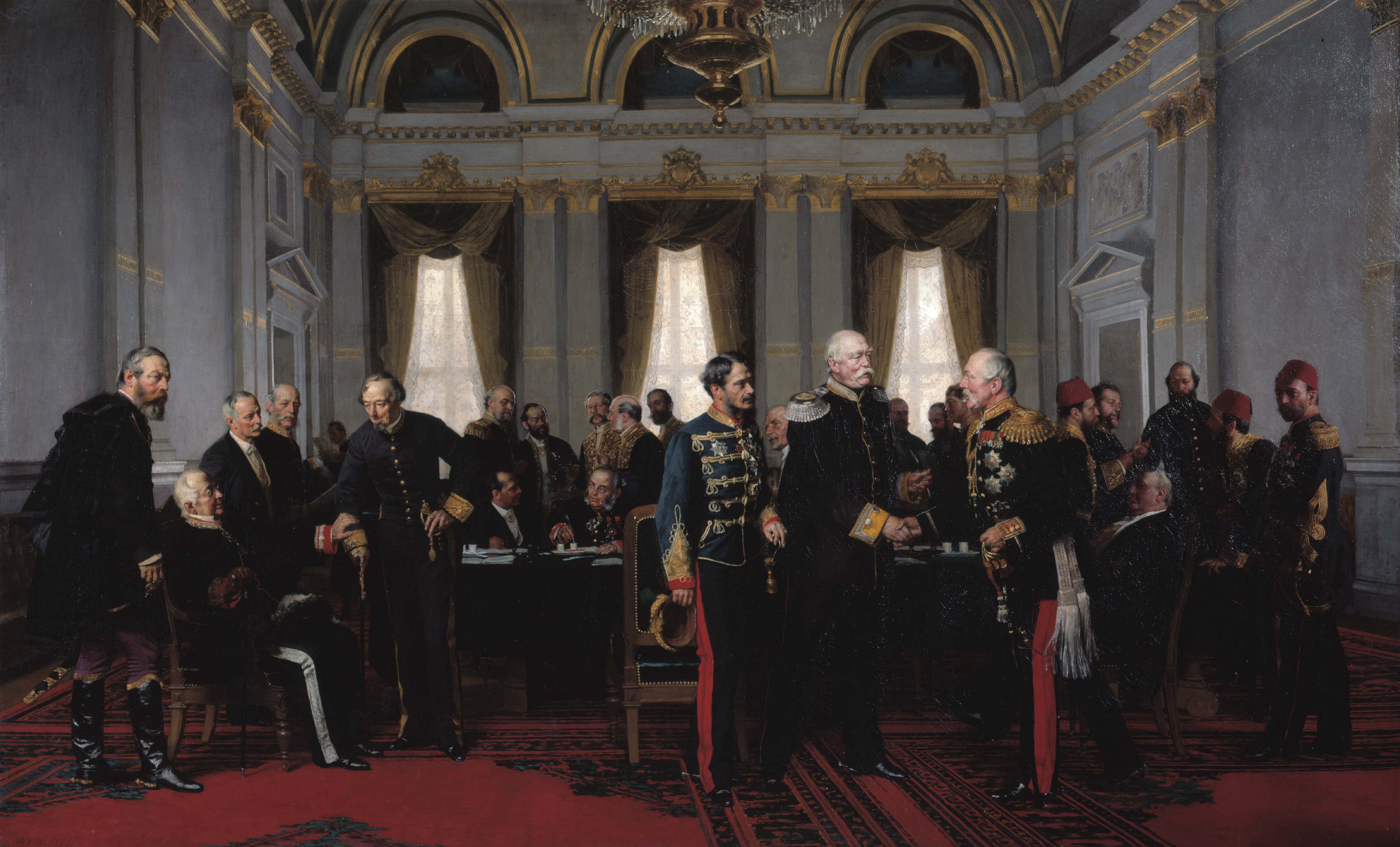
Anton von Werner festménye a berlini kongresszusról, a kép középvonalában id. gróf Andrássy Gyula, Otto von Bismarck és Pjotr Suvalov gróf találkozója, a kép bal szélén gróf Károlyi Alajos, mellette Alekszandr Gorcsakov és Benjamin Disraeli beszélgetése

A berlini kongresszus egy 1878-ban (június 13. és július 13. között), a nagyhatalmak (Oroszország, Nagy-Britannia, Franciaország, az Osztrák–Magyar Monarchia, Olaszország és Németország), valamint az Oszmán Birodalom és a balkáni népek (görögök, szerbek, románok, montenegróiak és albánok) között lezajló konferencia elnevezése, amelynek célja az orosz–török háború után a balkáni térség országainak meghatározása volt. A kongresszus a berlini szerződés aláírásával ért véget, amely a San Stefanó-i békeszerződést írta felül.

## Előzményei
A San Stefanó-i béketárgyalások során az orosz és a török felek a nagyhatalmak megkérdezése és érdekeik figyelembevétele nélkül kötöttek egyezséget. Nagy-Britannia és az Osztrák-Magyar Monarchia nem fogadta el a békét, és kényszerítette Oroszországot, hogy a berlini konferencián a nagyhatalmakkal együtt újra tárgyalja a kérdéskört. 

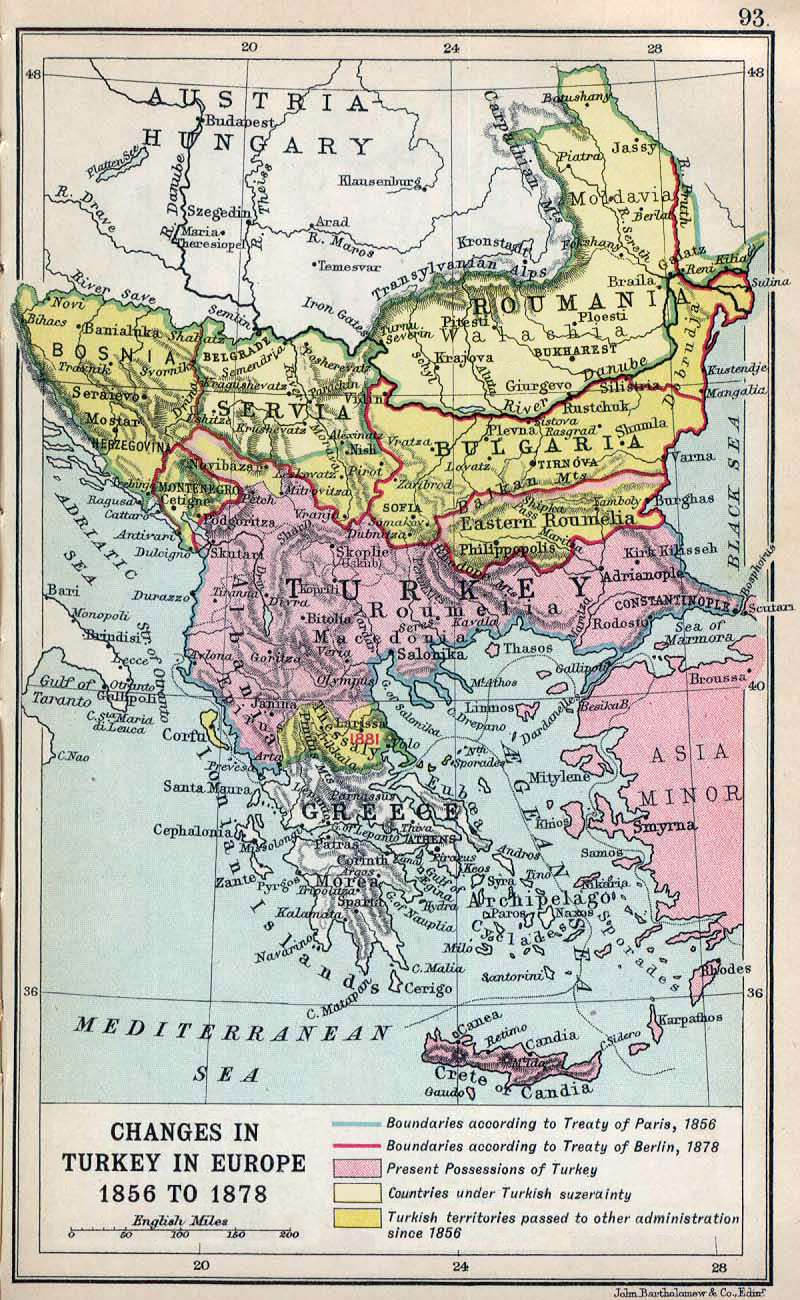
A berlini kongresszus által meghúzott államhatárok a Balkánon

Határok a Transzkaukázusban:
a drinápolyi béke (1829) szerint (1.),
San Stefanó-i béke (1878) szerint (2.)
és a berlini kongresszus (1878) szerint (3.)

## Résztvevői
Nagy-Britannia
- Benjamin Disraeli  (miniszterelnök)
- Robert Gascoyne-Cecil (külügyminiszter)
- Odo Russell (berlini nagykövet)

 Orosz Birodalom
- Alekszandr Gorcsakov (külügyminiszter)
- Pjotr Suvalov (londoni nagykövet)
- Pável Ubri (berlini nagykövet)

 Német Birodalom
- Otto von Bismarck (birodalmi kancellár)
- Chlodwig zu Hohenlohe-Schillingsfürst (párizsi nagykövet)
- Bernhard Ernst von Bülow (külügyminisztériumi államtitkár)

 Ausztria–Magyarország
- id. Andrássy Gyula (közös külügyminiszter)
- Károlyi Alajos (berlini nagykövet)
- Heinrich Karl von Haymerle (római nagykövet)

 Francia Köztársaság
- William Henry Waddington (külügyminiszter)
- Charles Raymond de Saint-Vallier (berlini nagykövet)
- Paul L. Desprey (miniszteri megbízott)

 Olasz Királyság
- Luigi Corti (külügyminiszter)
- Eduardo de Launay (berlini nagykövet)

 Oszmán Birodalom
- Alexander Karatheodori pasa (római nagykövet)
- Sadullah Bey pasa (berlini nagykövet)
- Mehmed Ali pasa (tábornagy)

 Moldva–Havasalföld Egyesült Fejedelemségek
- Ion C. Brătianu (miniszterelnök)
- Mihail Kogălniceanu (külügyminiszter)

 Görög Királyság
- Theodoros Deligiannis (külügyminiszter)

 Szerb Fejedelemség
- Jovan Ristić (kormányfő)

 Montenegrói Fejedelemség
- Božo Petrović
- Stanko Radonjić

## Fontosabb döntései
1. Bulgária elveszítette Macedóniát, Trákiát és a Balkántól délre fekvő összes többi területét.
2. A Bulgáriától délre fekvő térség keleti része Kelet-Rumélia néven az Oszmán Birodalom autonóm tartománya lett.
3. Románia megkapta Dél-Dobrudzsát, Szerbia pedig Pirot vidékét.
4. Anglia megkapta Ciprus szigetét.
5. Az Osztrák–Magyar Monarchia jogot kapott Bosznia-Hercegovina 30 évre történő katonai megszállására.

A berlini kongresszus Bulgáriát érintő területi döntései

## Következményei
A kongresszus gátat vetett az 1877–78-as orosz–török háború következtében a Balkán felé megindult orosz térfoglalásnak. A Balkán helyzetét rendező nagyhatalmi konferencia során az Osztrák–Magyar Monarchia lehetőséget kapott, azonban id. Andrássy Gyula közös külügyminiszter Bosznia-Hercegovina megszállása kapcsán, főleg a nagy költségek és az elrendelt mozgósítás miatt, számos bírálatot kapott, és ezek hatására lemondott.
Létrejöttek a balkáni nemzetállamok, de határaikat a nagyhatalmak nem etnikai, hanem hatalmi–stratégiai alapon húzták meg. Az etnikai kérdések szinte néhány évtizeden belül kezelhetetlenné váltak, és a mai napig területi konfliktusok alapját képezik.